# 1877年三藩市反华暴乱
1877年三藩市反华暴乱（英語：San Francisco riot of 1877）是个长达三天的反华骚乱，针对于美国华侨。此种族歧视事件发生于加利福尼亚州三藩市，从1877年7月23日至25日
。

## 背景
19世纪中期中国人开始移民到美国西部作矿工与铁路等苦力工作

。这些工作完毕之后，很多华工便寻找其他职业，如洗衣工或工厂员工
:99–100。华工在美国受到相当大的偏见，很多白人认为华人的低价勞力会压低他们自己的工资
:88。
从1873年开始， 美国进入一个长期的经济衰退，1877年加州的矿业也告失败，以至三藩市的失业率高达20%。美国工人对“中国佬”的偏见也更加高，美国反中情绪也越激烈
。

## 沙场集会
1877年7月23日美国一个新生的工会美国工人工会（Workingmen's Party of the United States）在旧金山市政厅旁的沙场组织了大型集会，为支持东岸铁路工人罢工
。
参与这集会的人数达8,000，包括一些"反苦力会" (Anti Coolie club) 会员。虽然演说者都没有提起中国人，但群众内很多人在大喊反华口号
。演讲时有一位中国人正好于集会旁边经过，他被打后，群众便大声喊叫：“去唐人街” (On to Chinatown)
:253。

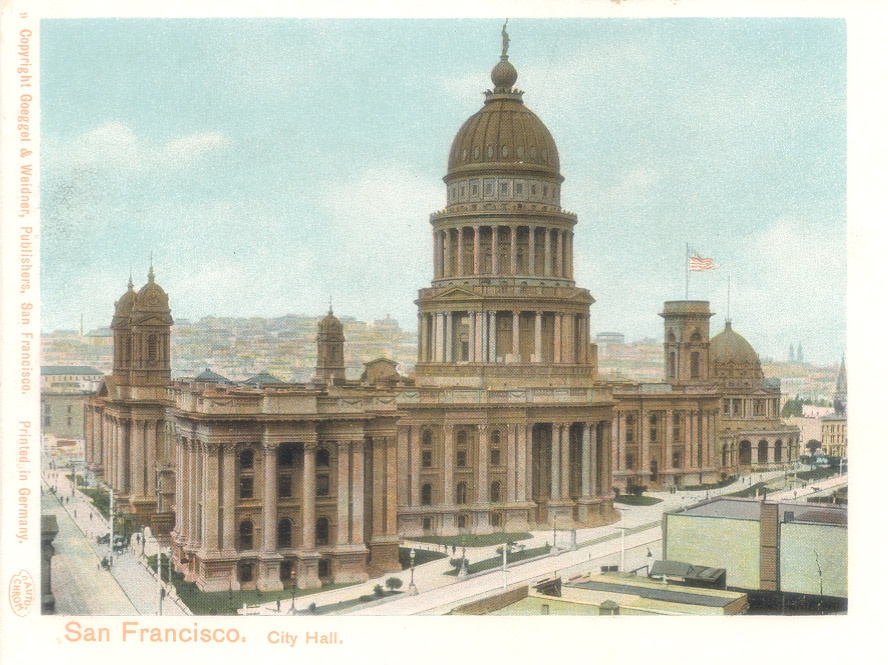
旧金山市政厅 (1899年)

## 暴乱
集会完后，当晚骚乱便爆发于沙场附近的唐人街，暴动持有三天之久:253。
1877年7月23日：晚上9点左右，一伙流氓聚集在唐人街， 破坏了几个洗衣店和其他建筑物，幸好无人受重伤
。
1877年7月24日：唐人街附近共六个洗衣店又被破毁，而唐人街本身没受大害
。在海湾对岸的奥克兰，反华分子也举行了一次集会，吸引了约700至800人
。
1877年7月25日：第3天的骚乱是最严重。有4位华人被杀，更多建筑受毁，在Beale街的码头也被放火烧了
。
暴乱结果：总共有4位华侨死亡，20个洗衣店被毁，$100,000以上的华人财产损坏
。

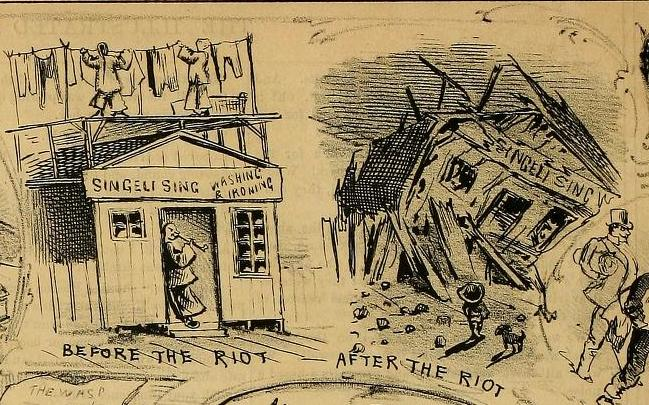
华人洗衣店，暴乱前与后
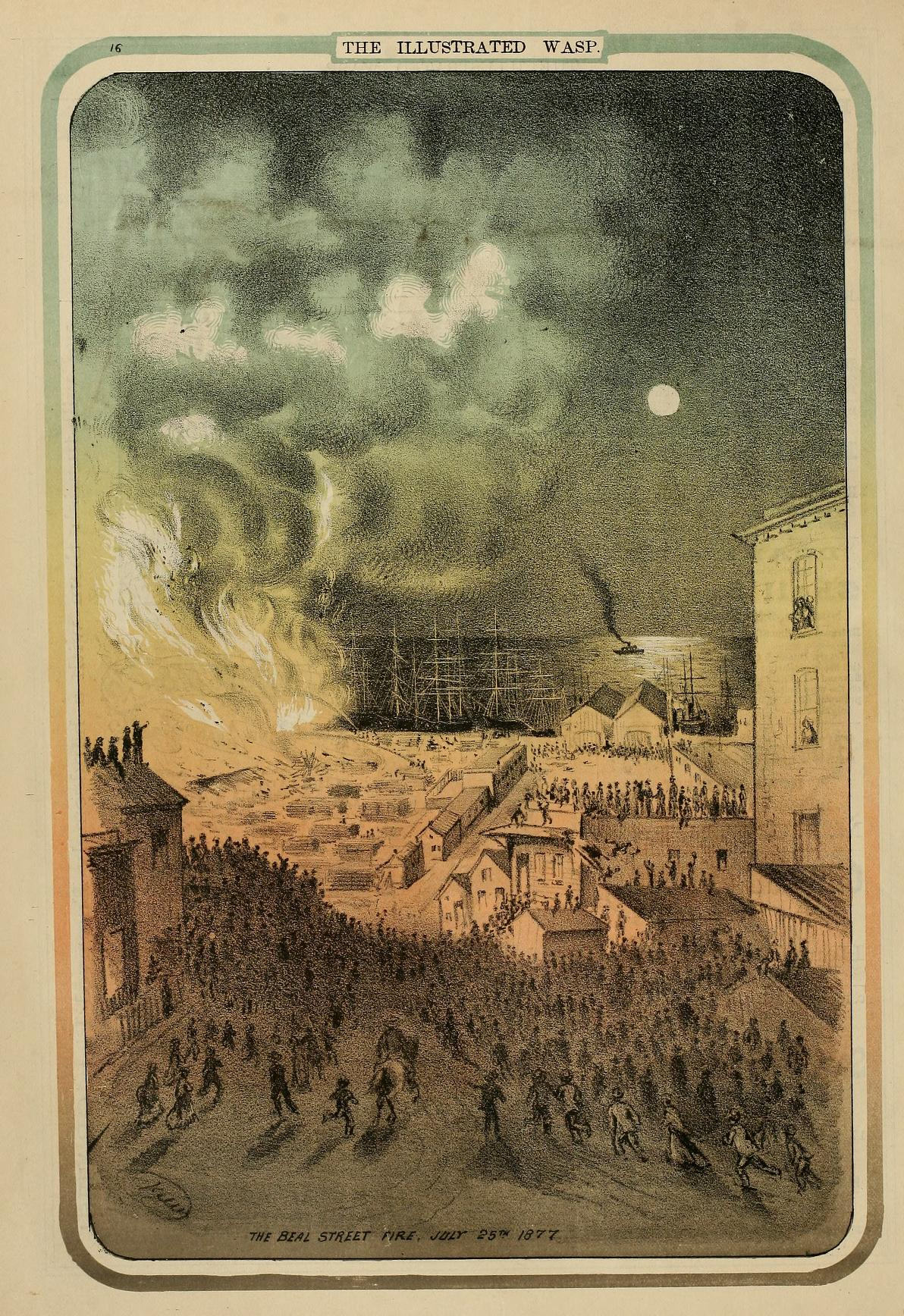
Beale街码头火灾
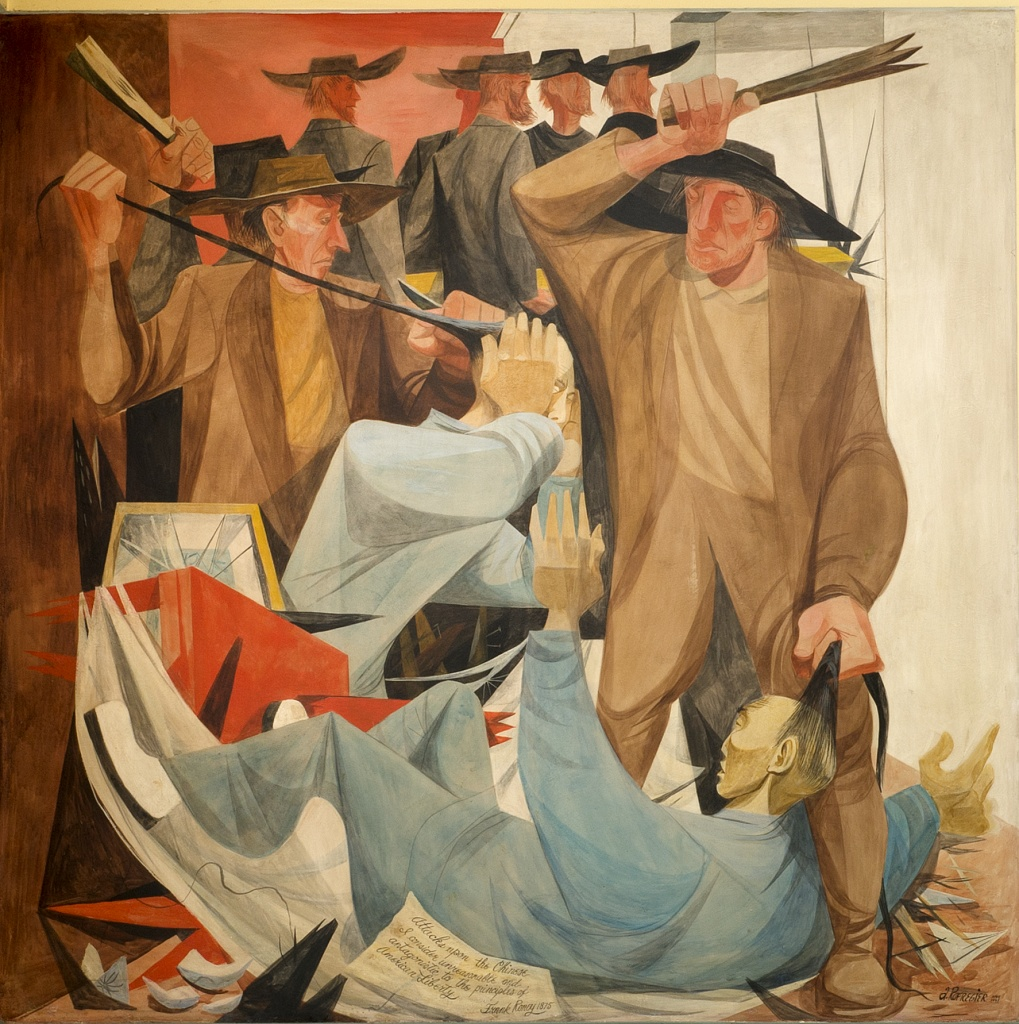
“打唐人” (Beating the Chinese) 壁画于Rincon Annex Post Office

## 暴动后史

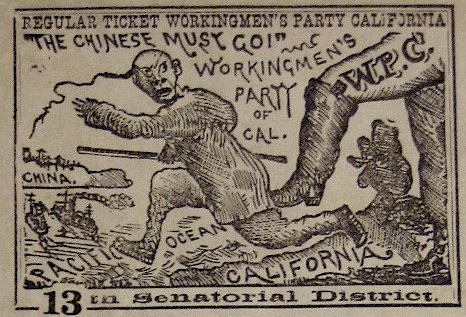
中国人必滚！

事后，组织沙场集会的美国工人工会分裂了。很多加州的会员加入一个新工会加州工人工会（Workingmen's Party of California）；此会特别强调反对华人劳工，经常使用两个口号：“赶出中国廉价劳力” (rid the country of Chinese cheap labor)

和“中国人必滚！” (The Chinese must go!)
。
1882年美国国会通过美国排华法案，停止华人移民
。